# Mara Fumagalli
Mara Fumagalli (* 24. Oktober 1987 in Lecco) ist eine italienische Mountainbikerin, die im Cross-Country aktiv ist.

## Sportlicher Werdegang
Fumagalli begann ihre Karriere im Mountainbikesport im olympischen Cross-Country, ab 2016 konzentrierte sie sich zunehmend auf den MTB-Marathon. Bereits 2016 wurde sie Fünfte der Weltmeisterschaften, 2017 gewann sie zwei Rennen der UCI-Mountainbike-Marathon-Serie. 2018 wurde sie von der nationalen Antidoping-Agentur für sechs Monate wegen Fahrlässigkeit gesperrt, nachdem ihr ein Masseur der Nationalmannschaft vor den Weltmeisterschaften 2017 ein Sprühpflaster mit einer verbotenen Substanz gegeben hatte. Nach der Sperre wurde sie 2018 und 2019 italienische Meisterin im MTB-Marathon, 2019 gewann sie den Titel bei den Europameisterschaften.
Im September 2019 wurden bei Fumagalli bei einer Dopingkontrolle auffällige Blutwerte festgestellt, wofür sie vom italienischen Radsportverband vorläufig suspendiert wurde. Im Oktober 2020 erhielt sie von der UCI eine vierjährige Sperre bis zum 24. Juli 2024. Nach Ablauf der Sperre kehrte sie 2024 zum Sport zurück und wurde unter anderem Dritte der nationalen Meisterschaften. 2025 stand sie als Dritte erneut auf dem Podium der MTB-Marathon-Europameisterschaften.

## Erfolge
2017
- zwei Erfolge UCI-MTB-Marathon-Series

2018
- Italienische Meisterin – Marathon XCM

2019
- Europameisterin – Marathon XCM
- Italienische Meisterin – Marathon XCM
- zwei Erfolge UCI-MTB-Marathon-Series

2025
- Europameisterschaften – Marathon XCM